# Speiredonia simplex
Speiredonia simplex là một loài bướm đêm thuộc họ Erebidae. Nó được tìm thấy ở quần đảo Loyalty, Vanuatu, Fiji và Tonga.